# سوات

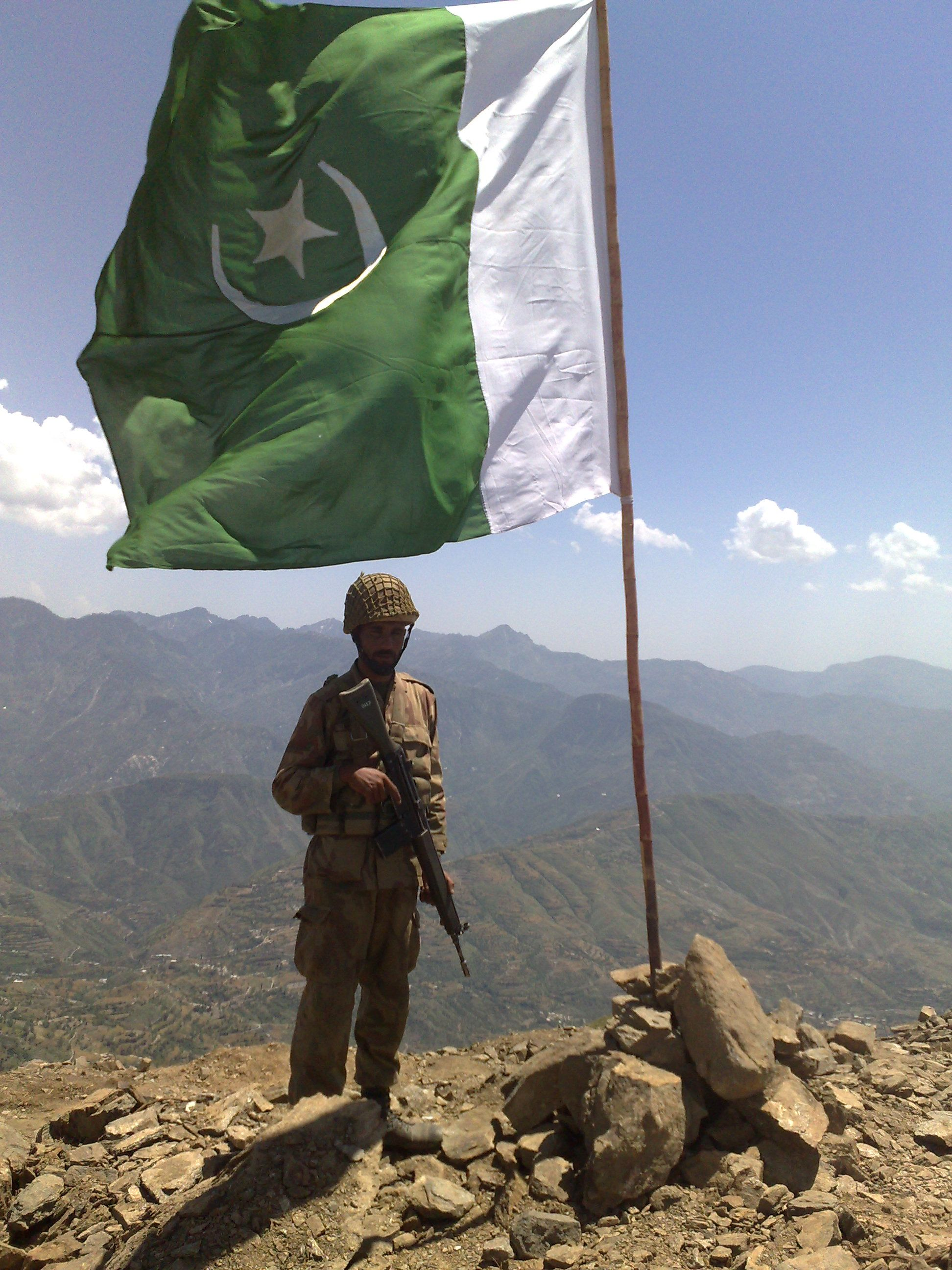
تشتبك القوات المسلحة الباكستانية مع مسلحين في وادي سوات

سوات هو وادي ومقاطعة في شمال غرب محافظة خيبر بختونخوا، باكستان. عاصمة المقاطعة هي سيدو شريف ولكن المدينة الرئيسية في وادي سوات هي مينكوره. يحيط بهذا الوادي الجبال الشاهقة، والسهول الخضراء، والبحيرات التي تتميز بصفاء مياهها. تعد هذه المقاطعة من مناطق الجمال الطبيعي الخلابة، ومقصد للسياح . وكانت تسمى باسم «ولاية سوات» حتى تم نزع اللقب منها عام 1969. ويطلق أحياناً على هذه المقاطعة لقب سويسرا باكستان بسبب تشابه جغرافيتها مع جغرافيا سويسرا.
تبلغ مساحتها 1772 كم مربع، وتعداد السكان 1.5 مليون نسمة.

## ديموغرافية
اللغة الأساسي في المنطقة هي اللغة البشتونية، وسكان منطقة سوات أغلبهم من البشتون بالإضافة إلى أقليات أخرى.

## معالم سياحية
يوجد منتجع للتزلج في مالام جابا، الذي يبعد 40 كم إلى الشمال من العاصمة سيدو شريف.

## أحداث
قام الطائرات الحربية الباكستانية بقصف مخبأ مسلحين في الوادي صباح الأحد 19 أكتوبر 2008. وقال مسؤول رسمي باكستاني أن القصف أدى إلى تدمير مخزن للذخيرة ومقتل قائد ميداني يعرف باسم «القائد علمجير» على صلة برجل الدين مولانا فضل الله الموالي لجماعة طالبان.
في 16 فبراير (شباط) عام 2009،تم توقيع اتفاقية لتطبيق الشريعة الإسلامية بين مولانا صوفي محمد والحكومة المحلية لإقليم الحدود الشمالي الغربي

## أعلام
- مراد سعيد
- الملا فضل الله
- أنور علي
- مسلم خان
- عمران خان
- صوفي محمد